# ヴィリー・ウォルブ
ヴィリー・ウォルブ（Wilhelm "Willy" Walb、1890年3月12日 - 1962年6月27日）は、ドイツの自動車技術者、レーシングドライバーであり、レーシングチームの監督である。

## 経歴

### ベンツ
1914年にベンツ社（Benz & Cie.）の航空機エンジン部門の技術者としてキャリアを始めた。
1920年代初めに同社のレース部門に移動し、レーシングカーのテストドライバーとなり、いくつかの比較的小さなレースに出場するようになる。ベンツ・トロップフェンワーゲン（1923年完成）の開発にも関わり、テスト走行を担当し、1923年イタリアグランプリには同車を駆って参戦した。

### ダイムラー・ベンツ
1926年にベンツ社とダイムラー社（Daimler Motoren Gesellschaft、DMG）が合併し、新しく設立されたダイムラー・ベンツ社（Daimler-Benz AG）にウォルブも加わる。
同年9月12日、シュトゥットガルト近郊のソリチュードサーキットにて、ダイムラー・ベンツのドライバーとして、メルセデス・ベンツ・モデルKでスポーツカークラスのレースに出場する。このレースはアルフレート・ノイバウアーが色旗と信号板を使ってドライバーに指示を与えるということを初めて行ったレースであり、ノイバウアーがレーシングチームの「監督」（レンライター）になったことで知られるレースである。ウォルブはそのレースで優勝した。
1927年のドイツグランプリ（ニュルブルクリンク）では、Sタイプ（W06）を駆り、同じチームのオットー・メルツ、クリスチャン・ヴェルナーに続く3位でフィニッシュし、チームの1-2-3フィニッシュに貢献した。この成功は翌年のドイツグランプリでも繰り返されることになり、ウォルブはレース途中でヴェルナーから「SS」のステアリングを引き継ぎ、このレースでは、そのさらに後にルドルフ・カラツィオラと交代したヴェルナーが優勝し、メルツが2位、ウォルブが3位となった。
このレースの後、ウォルブはドライバーとしてレースに参加することはなくなり、「監督」であるノイバウアーのアシスタントを務めるようになった。

### アウトウニオン
1932年にドイツの4つの自動車メーカーが合併する形で設立されたアウトウニオンは、グランプリレースへの参戦を目論み、ウォルブは同社のレーシングチームの監督として採用された。
1934年からはグランプリレース用の車両に新規定が導入されることになっていたことから、アウトウニオンはその年からの参戦に狙いを定め、フェルディナンド・ポルシェの設計になるレーシングカーを用意した。ドライバーとしては、ハンス・シュトックとヘルマン・ライニンゲンをレギュラードライバーとし、オーギュスト・モンバーガー、ヴィルヘルム・セバスチャンをリザーブドライバーに据えるという布陣を整えた。
アウトウニオンは1934年5月末のアヴスレンネンからレース参戦を始め、7月に同チームとしては初のメジャーレースとなるドイツグランプリに臨み、シュトゥックが優勝を飾る。
この年は他にも何勝か収めたものの、いずれもシュトゥックによるものであり、アルファロメオで実績のあるアキーレ・ヴァルツィを翌年に向けて獲得する。同時に、数戦に出場したリザーブドライバーに補強が必要であることも明らかであったことから、同年10月にウォルブはニュルブルクリンクでドライバーのオーディションを開催した。ここでパウル・ピーチュとベルント・ローゼマイヤーを採用し、翌年からリザーブドライバーとし、いくつかのレースに出場させるようになる。
1935年は目論見通りシュトックだけではなくヴァルツィもレースで優勝を収めるようになり、新人のローゼマイヤーも早くも優勝を重ねるようになった。しかし、全体的にはライバルであるメルセデス・ベンツに及ばず、2番手に甘んじることとなった。
こうした状況に業を煮やしたアウトウニオンはシーズン途中の9月1日にカール・オットー・フォイアライセン（Karl Otto Feuereissen）を新たな監督に任命し、ウォルブはレース部門から外され、市販車部門に移されることとなった。
1936年からはウォルブはアウトウニオンの政府部門に異動し、ベルリンで政府やナチ党の自動車の手配をしたり、国防軍の自動車関連の対応にあたることになる。ウォルブは第二次世界大戦後にアウトウニオンが解散となるまで同社で働いた。